# Andrena ovatula
Andrena ovatula (Kirby, 1802) è un insetto apoideo della famiglia Andrenidae.

## Ecologia
Gli insetti del genere Andrena sono frequentemente chiamati in causa quali insetti impollinatori di orchidee del genere Ophrys. Tale relazione è legata ad una somiglianza chimica tra le secrezioni cefaliche di questi insetti e alcune sostanze volatili prodotte dalle specie del genere Ophrys  . 
In particolare Andrena ovatula è stata segnalata quale possibile insetto impollinatore di Ophrys fusca .